# Quake II
Quake II è un videogioco di tipo sparatutto in prima persona sviluppato dalla Id Software e pubblicato da Activision il 9 dicembre 1997, per PC e diverse console. 
Il gioco in realtà non è un seguito di Quake, dato che non esiste nessuna relazione di trama, ambientazione, armi o avversari: il nome è rimasto per motivi commerciali. Il gioco successivo, Quake 3, non ha una modalità giocatore singolo che continui la storia di Quake 2 (anche se alcune armi e personaggi sono ispirati a quelli di Q2). La guerra fra umani e Strogg continua in Quake 4. Enemy Territory: Quake Wars invece rappresenta un prequel agli eventi di Quake II.

## Trama
In Quake II si impersona un Marine spaziale del quale si conosce solo il soprannome, "Bitterman", uno dei tanti soldati che fa parte dell'Operazione Alien Overlord, ultimo e disperato contrattacco da parte della razza umana contro gli alieni invasori chiamati Strogg. L'esercito terrestre riesce a raggiungere l'orbita del pianeta Stroggos, e i marine spaziali sbarcano a bordo di piccole navicelle monoposto, più difficili da intercettare; proprio quella di Bitterman, durante la fase di lancio, ha una collisione con quella di un altro marine cominciando a malfunzionare, costringendo il marine ad un atterraggio di emergenza. Il militare si ritrova quindi separato dai suoi compagni  che poi rincontrerà, morti o nel momento della loro dipartita, andando avanti nella storia.
Lo scopo del protagonista è compiere azioni di sabotaggio verso le strutture Strogg, al fine di distruggere la potente arma contraerea conosciuta come "The Big Gun" che continua a impedire l'attacco finale al pianeta degli Strogg e l'eliminazione del loro leader, Makron.

## Modalità di gioco
Quake II è uno sparatutto in prima persona. Il gameplay è molto simile a quello visto nel primo Quake in termini di movimento e controlli, tuttavia la velocità di movimento è stata ridotta e il giocatore può ora abbassarsi con l'apposito tasto. Il gioco mantiene quattro delle otto armi presenti in Quake (Shotgun, Super Shotgun, Grenade Launcher, e Rocket Launcher) anche se sono stati completamente ridisegnati in modo grafico e, leggermente, anche nel loro funzionamento. Le restanti armi del primo Quake non sono presenti in Quake II. Sono state introdotte sei nuove armi, alcune delle quali a laser: Blaster (pistola laser di default, con munizioni illimitate), Machine Gun, Chain Gun, Hyperblaster, Railgun e un versione potenziata del BFG9000 denominata BFG10K. Il potenziamento "Quad Damage" del primo Quake è presente in Quake II insieme a nuovi potenziamenti come: Ammo Pack, Invulnerability, Bandolier, Enviro-Suit, Rebreather, and Silencer. I nemici sono prevalentemente di natura robotica, dall'aspetto umano oppure animalesco. Sono presenti anche robot volanti, esoscheletri corazzati e creature mostruose.

### Giocatore singolo
Il giocatore singolo presenta parecchie differenze rispetto al primo Quake. Innanzitutto, al giocatore vengono dati degli obbiettivi che portano avanti la trama del gioco, per esempio: rubare la testa del Tank Commander per aprire una porta e chiamare un bombardamento aereo su un bunker. Le scene di intermezzo in CGI vengono usate per illustrare al giocatore i progressi fatti nella campagna, sebbene siano essenzialmente lo stesso pezzo di video, che mostra un'immagine del giocatore che si muove attraverso i livelli del gioco. È stato aggiunto anche un tipo di personaggio non ostile al giocatore: i vecchi compagni catturati dagli Strogg. Non è possibile tuttavia interagire con questi, dato che gli Strogg hanno effettuato un lavaggio del cervello rendendoli pazzi.
Il gioco presenta livelli molto più grandi del primo Quake, con molte più aree aperte. C'è anche, come Quake, un livello "Hub" che consente al giocatore di tornare indietro e ripercorrere i livelli, dato che è necessario per completare certi obbiettivi. Alcune textures e simboli che appaiono nel corso del gioco sono molto simili a quelli che si possono vedere in Quake. I nemici, quando prendono danno, mostrano evidenti ferite sul corpo.

### Multigiocatore
Il sistema multigiocatore ha avuto un successo al di fuori della norma: infatti il sequel, Quake III Arena, è completamente incentrato sul multiplayer.
Anche grazie al supporto di software esterni come GameSpy e All Seeing Eye, che aiutano ed organizzano la ricerca di server di gioco su Internet, il gioco online è entrato nelle abitudini di molti videogiocatori.
Nella versione per il Nintendo 64, il multiplayer non è online, ma si gioca al massimo in quattro sulla stessa console. Lo scopo principale è di uccidere più volte possibile gli altri giocatori.

## Espansioni
Come per Quake, sono state prodotte due espansioni ufficiali (chiamate Mission Pack), sviluppate esternamente, oltre che a una raccolta di mappe. Esistono due ulteriori espansioni commerciali ma non distribuite da id Software: Zaero e Juggernaut: The New Story For Quake II.

### Quake II Mission Pack: The Reckoning
Sviluppata da Xatrix Entertainment e pubblicata il 31 maggio del 1998, la trama segue la storia di un marine di nome "Joker" appartenente a un commando di élite, che deve infiltrarsi in una città su una luna del pianeta Stroggos per distruggere la flotta Strogg che si sta preparando ad attaccare. Joker atterra nelle paludi circostanti al complesso dove la sua squadra lo sta aspettando. Viaggia attraverso le paludi e bypassa le difese esterne del complesso, attraversando quindi l'ingresso principale. Qui trova la sua squadra appena in tempo per vederla morire per mano delle forze Strogg. Successivamente, Joker scappa verso la raffineria dove aiuta l'Air Force a distruggere tutta la produzione di carburante, per poi infiltrarsi nello spazioporto Strogg, infiltrarsi in una nave cargo e raggiungere la base lunare, distruggerla e eliminare anche la flotta Strogg. Un fatto particolare è che la sezione nella base lunare ha una bassa gravità.
Aggiunge, inoltre, 18 nuovi livelli single player, 6 nuovi livelli deathmatch, 3 nuove armi (Ion Ripper, Phalanx Particle Cannon, Trap), un nuovo potenziamento, 2 nuovi nemici, 7 modifiche ai nemici già esistenti e 5 nuove soundtrack.

### Quake II Mission Pack: Ground Zero
Sviluppata da Rogue Entertainment e pubblicata il 31 agosto del 1998, nella storia il "Gravity Well" ha intrappolato la flotta terrestre in orbita attorno al pianeta Stroggos. Uno dei marine che è riuscito ad atterrare, Stepchild, deve farsi strada attraverso il Gravity Well per distruggerlo e, quindi, liberare la flotta in orbita e disabilitare l'intero sistema difensivo del pianeta.
Rogue Entertainment sono anche gli autori del secondo mission pack di Quake, Dissolution of Eternity. Come nel precedente, vengono introdotti 5 nuove armi e nemici, 7 nuovi power-up, 14 nuovi livelli singleplayer, 10 nuove mappe multiplayer e 5 nuove soundtrack.

### Netpack I: Extremities
Si tratta di una raccolta di mod e mappe su disco, materiale che è comunque possibile scaricare gratuitamente attraverso internet. Presenta 11 nuove modalità e 12 mappe deathmatch.

### Mod
Per Quake 2 sono state sviluppate molte mod amatoriali, espansioni gratuite al gioco originale che aggiungono nuove mappe, nuove modalità di gioco e nuove armi, sia dedicati al singleplayer che al multiplayer, soprattutto dopo il rilascio del codice sorgente del motore grafico del gioco. Tra i più popolari va ricordato Action Quake 2, che modifica il gioco in senso realistico.

## Riedizione migliorata
Nel 2019 è stata sviluppata una versione pesantemente modificata in collaborazione tra Id Software e il noto produttore di schede grafiche nVidia. Tale versione, denominata Quake II RTX, supporta il ray tracing in tempo reale nei sistemi dotati di GPU nVidia GeForce RTX e presenta delle textures in alta risoluzione ottimizzate con i nuovi effetti di illuminazione globale. Può essere scaricata gratuitamente sia come demo sia in versione completa per i possessori del gioco originale.
Quake II (2023), edizione sviluppata da Nightdive Studios con estetica e IA migliorata, consente la risoluzione 4K con fps illimitati, e include: Quake II 64, The Reckoning, Ground Zero e Il richiamo della macchina (nuovo episodio). Questa versione supporta il multigiocatore a schermo condiviso sia in cooperativa che in competitiva fino a quattro giocatori. È stata inoltre aggiunta la funzione cross-play. Pubblicato per i dispositivi PC, PlayStation 4, e 5, Xbox One, X/S, Switch.

## Motore di gioco
Il motore grafico di Quake II è l'Id Tech 2 - sviluppato dalla stessa Id Software - che oltre alla modalità rendering software supporta in maniera nativa le librerie OpenGL, Glide (3dfx) e Power VR. 

### Giochi derivati
Prodotti commerciali
- SiN
- Anachronox
- Heretic II
- Daikatana
- Soldier of Fortune
- Kingpin: Life of Crime

Prodotti amatoriali
- CodeRED: Alien Arena
- War§ow
- UFO: Alien Invasion

## Colonna sonora
La colonna sonora è realizzata e prodotta dal compositore tedesco specializzato in videogiochi Sascha Dikiciyan, meglio conosciuto con il nome d'arte di Sonic Mayhem, mentre il tema introduttivo è stato realizzato da Rob Zombie.